# Batram Suri
Batram Suri (2 de noviembre de 1971) es un exfutbolista salomonense que jugaba como mediocampista y actual entrenador.

## Carrera
Suri debutó en 1990 en el Laugu United y, desde entonces, rondó por muchos clubes de diversos países oceánicos en los que se destacan el New Zealand Knights y el Canterbury United de Nueva Zelanda, el Nadi FC de Fiyi, el Koloale FC de su país y el Amicale FC de Vanuatu. Fue nominado cuatro veces al jugador del año de Oceanía y dos veces resultó el goleador nacional de la Liga Nacional de Nueva Zelanda. En 2011 terminó con su carrera de futbolista y se dedicó a ser entrenador, logró con el Solomon Warriors FC de las Islas Salomón el título de la liga local en 2012.

### Clubes

#### Como futbolista
| Club                | País               | Año         |
| ------------------- | ------------------ | ----------- |
| Laugu United        | Islas Salomón      | 1990 - 1992 |
| AS Dragon           | Polinesia Francesa | 1992 - 1994 |
| Nelson Suburbs      | Nueva Zelanda      | 1994 - 1999 |
| New Zealand Knights | Nueva Zelanda      | 1999 - 2000 |
| Nadi FC             | Fiyi               | 2000 - 2002 |
| Koloale FC          | Islas Salomón      | 2003 - 2005 |
| Nasinu FC           | Fiyi               | 2005 - 2006 |
| Canterbury United   | Nueva Zelanda      | 2006 - 2007 |
| Makuru FC           | Islas Salomón      | 2007 - 2010 |
| Amicale FC          | Vanuatu            | 2010 - 2011 |

#### Como entrenador
| Club                | País          | Año  |
| ------------------- | ------------- | ---- |
| Solomon Warriors FC | Islas Salomón | 2012 |

### Selección nacional
Jugó 31 partidos representando a las Islas Salomón y convirtió 10 goles. 18 de esos partidos fueron por eliminatorias al Mundial.